# Lloyd Price
Lloyd Price (Kenner, 9 de marzo de 1933- New Rochelle, 3 de mayo de 2021) fue un cantante de R&B estadounidense, conocido como "Mr. Personality", tras vender en 1959, más de un millón de discos del sencillo, "Personality". Su primera grabación, "Lawdy Miss Clawdy", se convirtió en un éxito para la discográfica Specialty Records en 1952. Durante los años siguientes continuó lanzando discos aunque, hasta 1959, ninguno tan popular como el de debut. Fue incluido en el Salón de la Fama del Rock and Roll en 1998.

## Biografía
Price nació y creció en Kenner, Louisiana, un suburbio de Nueva Orleans. Durante su infancia recibió clases de trompeta y piano, formó parte del coro gospel de la iglesia y posteriormente, en la escuela secundaria, se unió a un combo. Su madre, Beatrice Price, era propietaria de un restaurante llamado Fish 'n' Fry. De ella Price heredó su interés por los negocios y la gastronomía.
Art Rupe, propietario de Specialty Records, compañía discográfica de Los Ángeles, llegó a Nueva Orleans en 1952 con la intención de grabar el típico rhythm and blues con el que tanto éxito estaba teniendo su principal competidor, Imperial Records. Rupe escuchó un tema de Price, "Lawdy Miss Clawdy" y quiso grabarlo. Al carecer Price de una banda propia, Rupe recurrió a Dave Bartholomew para crear los arreglos y a su banda (con Fats Domino al piano) para acompañar a Price en la sesión de grabación. Su siguiente lanzamiento, "Oooh, Oooh, Oooh", fue grabado en la misma sesión. Price continuó realizando grabaciones para Speciality, aunque con escaso éxito en aquella época.
En 1954, fue reclutado y enviado a Corea. Cuando regresó se encontró con que la compañía discográfica le había sustituido por Little Richard Larry Williams, también estaba grabando para Specialty tras publicar con éxito "Short Fat Fannie".
Price finalmente fundó KRC Records junto a Harold Logan y Bill Boskent. Su primer sencillo, "Just Because", fue distribuido por ABC Records. Entre 1957 y 1959 Price grabó una serie de éxitos nacionales con ABC, muchos de los cuales eran adaptaciones de temas populares del sonido de Nueva Orleans, incluido "Stagger Lee", que alcanzó el número 1 en varias listas y llegó a vender más de un millón de copias, "Personality" y "I'm Gonna Get Married". Cuando Price actuó en el programa de televisión American Bandstand interpretando el tema "Stagger Lee", el productor y presentador del programa, Dick Clark, lo persuadió para que modificara la letra de la canción para que pareciera menos violenta. "Stagger Lee" es una versión de un viejo blues, grabado por numerosos artistas antes que Price. Greil Marcus, en un análisis crítico de la historia de la canción, escribió que la versión de Price fue una entusiasta interpretación de rock realzada por el lamento del saxo. En todas las grabaciones tempranas de Price, "Personality", "Stagger Lee", "I'm Gonna Get Married", entre otras, el saxofón fue tocado por Merritt Mel Dalton. 
En 1962, Price fundó Double L Records con Harold Logan. Wilson Pickett hizo su debut discográfico en este sello. En 1969, Logan fue asesinado. Price entonces fundó un nuevo sello, Turntable, y abrió un club con el mismo nombre.  Durante los años 70 ayudó al promotor de boxeo Don King a organizar algunas peleas, incluido el célebre "Rumble in the Jungle" de Muhammad Ali. También se dedicó a la construcción, levantando 42 edificios de viviendas en El Bronx.
Price inició una gira por Europa en 1993 junto a Jerry Lee Lewis, Little Richard y Gary U.S. Bonds. Compartió escenarios con leyendas del soul como Jerry Butler, Gene Chandler y Ben E. King en el "Four Kings of Rhythm and Blues" tour en 2005.
El 9 de marzo de 2010, día de su 77 cumpleaños, en Nueva Orleans, Price fue incluido en el Louisiana Music Hall of Fame. El 20 de junio de 2010 tuvo una aparición en la serie de televisión Treme.
La Avenida Lloyd Price en Kenner, Louisiana, fue nombrada en su honor y la localidad celebra anualmente el Lloyd Price Day.
En 2011, Price publicó su autobiografía, The True King of the Fifties: The Lloyd Price Story, y trabajó en el musical de Broadway, Lawdy Miss Clawdy, producido por Phil Ramone. El musical detalla cómo evolucionó el rock and roll a partir de la escena musical de Nueva Orleans de principios de los cincuenta.

## Vida personal
Price y su esposa vivían en el Condado de Westchester, Nueva York.

## Muerte
Falleció por complicaciones de la diabetes el 3 de mayo de 2021 en un centro de atención a largo plazo en New Rochelle, Nueva York, a la edad de 88 años.

## Discografía

### Álbumes
- 1959: The Exciting Lloyd Price
- 1959: Mr. Personality
- 1960: Fantastic
- 1960: Mr. Personality Sings the Blues
- 1960: Mr. Personality's Big 15
- 1961: Cookin' Music-Music
- 1969: Lloyd Price Now
- 1981: This Is My Band
- 1989: Lloyd Price: His Originals, Speciality
- 1990: Greatest Hits, Pair
- 1990: Walkin' the Track, Speciality
- 1990: Personality Plus, Speciality
- 1992: Stagger Lee, Collectables
- 1994: Lloyd Price Sings His Big Ten, Curb
- 1994: Vol. 2: Heavy Dreams, Speciality
- 1994: Greatest Hits: The Original ABC Paramount, MCA
- 1995: Lawdy Miss Clawdy, Ace
- 1998: Body with No Body, Moms
- 1999: Mr Personality, Sba
- 1999: The Exciting, Sba
- 2002: Christmas Classics, Prestige
- 2002: Millennium Collection, Universal
- 2004: The Chronological Lloyd Price: 1952–1953, Classics Records
- 2005: Lawdy!, Fantasy
- 2006: Speciality Profiles, Speciality
- 2006: Great, Goldies
- 2006: 16 Greatest Hits, Passport Audio